# Hiszpańskie posiadłości w Afryce Północnej

Mapa hiszpańskich posiadłości w Afryce Północnej

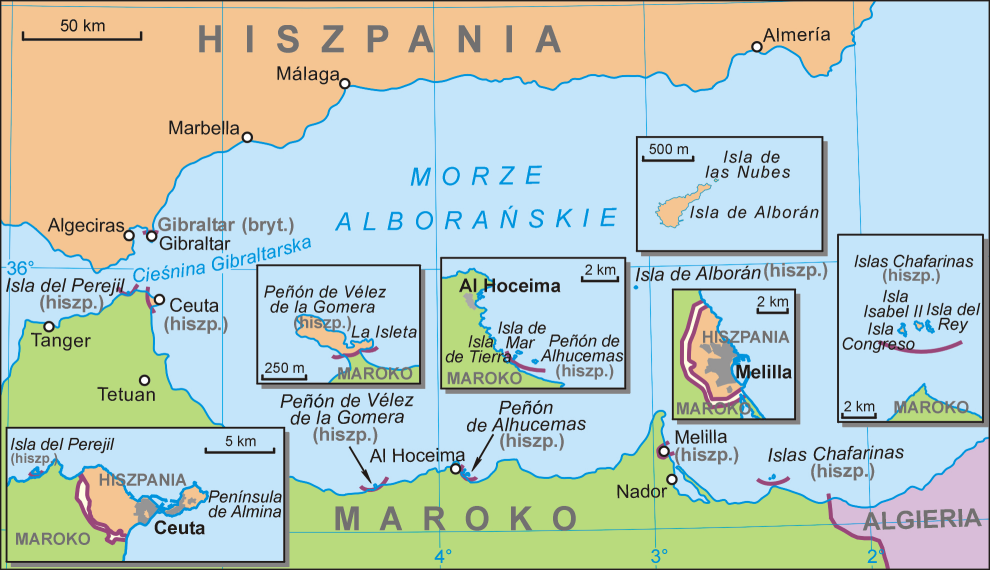
Mapa hiszpańskich posiadłości w Afryce Północnej

Hiszpańskie posiadłości w Afryce Północnej (hiszp. Plazas de soberanía de España en el Norte de Africa lub w skrócie Plazas de soberanía) – zbiorcza, nieoficjalna nazwa dla obszarów będących integralną częścią Hiszpanii, lecz geograficznie znajdujących się na kontynencie afrykańskim lub przynależnych do niego wyspach.
Do hiszpańskich posiadłości w Afryce Północnej należą:
- Ceuta (18,5 km², jednostka administracyjna I rzędu – miasto autonomiczne)
- Melilla (12 km², jednostka administracyjna I rzędu – miasto autonomiczne)
- Isla de Alborán (0,0712 km², wyspa – wchodzi w skład prowincji Almería będącej częścią Andaluzji)
- Isla del Perejil (0,15 km², wyspa – poza podziałem administracyjnym kraju, podległa ministerstwu obrony)
- Islas Alhucemas (0,046 km², grupa wysp – poza podziałem administracyjnym kraju, podległe ministerstwu obrony)
- Islas Chafarinas (0,525 km², grupa wysp – poza podziałem administracyjnym kraju, podległe ministerstwu obrony)
- Peñón de Vélez de la Gomera (0,019 km², półwysep – poza podziałem administracyjnym kraju, podległy ministerstwu obrony)